# 叶恭绰
叶恭绰（1881年11月24日—1968年8月6日），字裕甫（玉甫、玉虎、玉父），又字誉虎，号遐庵，晚年别署矩园，室名“宣室”，广东番禺人，原籍浙江余姚，中国书画家、收藏家、政治活动家。交通系成员之一。

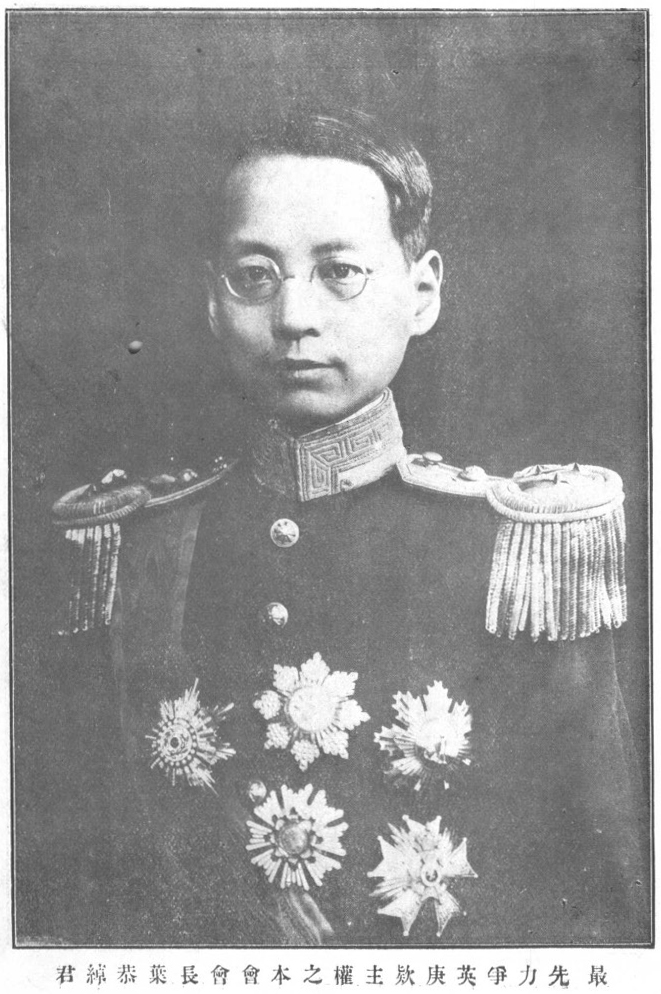

## 生平
叶氏祖居浙江湖州後遷至余姚，自五世祖移居岭南。祖父叶衍兰系咸豐年間進士，改翰林院庶吉士，雲南司郎中、軍機章京，以金石、书、画闻名于当时，著有《清代學者像傳》。晚年回鄉主講於越華書院。生父葉佩琮，將二子葉恭綽過繼給了三弟葉佩瑲。

### 求學
五歲受祖父啟蒙，七歲作詩。1893年，隨父親上北京，又去江西，後受教於祖父的忘年交文廷式處。1895年，跟隨鄒鼎校勘詩集，又跟隨牛島吉郎學習日文，開始接受新學。1897年，師從梅光義和桂赤研究佛學，又跟隨王以憋學詞。次年，入京應鄉試，但因為祖父過世，返粵弔喪。隔年應童子試，受到張百熙欣賞入府學。次年補廩生，與其兄和胡漢民在公祠設講學所。1900年，入京師大學堂仕學館，這年秋應鄉試不第。后留学日本。留日时加入孙中山领导的同盟会。

### 從政
清末任交通部承政厅长兼铁路总局长，是旧交通系的中坚。民国后，1913年，任北洋政府交通次长，1915年，去職。1917年，任财政次长，复任交通次长。1918年10月9日，与新交通系的曹汝霖明爭暗斗失败后辞职，特派赴欧考察实业交通专使。1920年，兩任交通总长。1922年，全国实业督办，上海交通大学校长。奉直战後赴日本，1923年，任孙中山广州国民政府财政部长、南京国民政府铁道部长。1927年，北京大学国学馆面臨廢館危機，因而出面暫代館長。

### 閒居
32-49年，在香港閒居。1946年1月1日，葉恭綽等967人獲頒勝利勳章:7943。

### 晚年
中华人民共和国建国后，曾任中央文史馆副馆长。第二届全国政协常委。1954年，中国史学会公布第一届理事会名单，郭沫若担任主席，吴玉章、范文澜担任副主席，他担任常务理事。
叶恭绰生前仰慕孙中山，曾在中山陵捐建仰止亭。1968年8月6日逝世后其骨灰安葬在仰止亭西侧，即今“仰止亭捐建者叶恭绰先生之墓”。

## 成就

### 交通
1920年葉恭綽以“交通要改亟需专才”为由将上海工业专门学校、唐山工业专门学校、北京铁道管理学校和北京邮电学校合併，成立交通大学，担任校長。但因北洋政府派系糾紛，葉被迫離職，交通大學存在不足一年即解體。

### 藝術
叶恭绰吸收出土木简及汉魏六朝石刻与六朝写经之长，摆脱近三百年书法八股积习，书法奇正相生，行笔线条率意，细劲飞扬，自成风格，书卷气自溢行间。今北京天安门广场人民英雄纪念碑奠基石的碑文便是出自叶恭绰的手笔（毛泽东撰写碑文）。
叶恭绰筹办了1929年的第一届全国美术展览会。1931年，在蜜蜂画社的基础上成立“中国画会”，成为一个全国性的中国画团体。1933年创建上海博物馆。北京中国画院首任院长。
叶恭绰喜收藏，如毛公鼎、王羲之《曹娥碑》、王献之《鸭头丸帖》、唐寅《楝亭夜话图》、《永樂大典卷一三九九一》等。

### 著作
《遐庵诗》、《遐庵词》、《遐庵汇稿》、《交通救国论》、《历代藏经考略》、《梁代陵墓考》、《遐庵谈艺录》、《遐庵清秘录》、《矩园馀墨》、《叶恭绰书画选集》、《叶恭绰画集》、《重修越中先茔记》等。另编有《全清词钞》、《五代十国文》、《清代学者像传合集》、《广东丛书》。

### 名言
1931年，时任北京大学国学馆馆长的叶恭绰在《北洋之教育优劣浅析》一文中写道：“北洋诸公，交替秉政，其为时人称道者，云：尊崇学人，惠泽教育。此偏颇之论也。北洋敬学者，非国民启蒙之学、国民普遍之学，乃精粹掇拔之学、士绅一隅之学。北洋之际，两府为学拨款，累年不下百十万。其十之四五归于高等大学堂、大学校，十之二三归于大学教员、学人之平日开销。唯入国民普及教学、小学堂、启蒙诸师长者，十中无一。此尽天下蒙学、初小之财，供高位学人之用矣。吾南京诸公，当戒之矣！”

## 延伸阅读
[在维基数据编辑]
 《海上名人傳·葉譽虎》，出自《海上名人傳》
 在维基共享资源阅览影像
《上海图书馆藏叶恭绰友朋尺牍》. 丁小明梁颖编. 上海辞书出版社
《中国书画鉴藏研究：叶恭绰研究（第一辑、第二辑）》. 北京画院编. 广西师范大学出版社
《叶恭绰鉴藏编年事辑》